# Малу-Винет (Прахова)
Малу-Винет (рум. Malu Vânăt) — село у повіті Прахова в Румунії. Входить до складу комуни Ізвоареле.
Село розташоване на відстані 91 км на північ від Бухареста, 35 км на північ від Плоєшті, 54 км на південний схід від Брашова.

## Населення
За даними перепису населення 2002 року у селі проживали 923 особи, з них 920 осіб (99,7%) румунів. Рідною мовою 922 особи (99,9%) назвали румунську.